# 井江春代
井江 春代（いえ はるよ、1923年1月1日 - 2011年5月11日）は、日本の美術家、絵本作家。

## 経歴
1923年、鳥取県に生まれる。1944年、女子美術専門学校（現 女子美術大学）師範科日本画部卒業。
1964年、絵本『かえるのけろ』で第13回小学館絵画賞を受賞。
1973年、初めてのラテンアメリカ旅行。これ以後、昭和60年まで5回ペルーを訪問。
2011年、死去。享年88。

## 受賞
- 1964年（昭和39年）、絵本『かえるのけろ』で第13回小学館絵画賞受賞[1]

## 個展
- 1992年 「リンゴの木の下で　パチャママ原画展」：小さな絵本美術館（諏訪）。
- 1997年 「20代から60代 半世紀の歩み 井江春代回顧展」：小さな絵本美術館（諏訪）。
- 2000年 「喜寿のあそび 紙筒人形」：或るギャラリー（西国分寺）。
- 2001年 「アンデスが私を変えた」：シルクラブ（沼袋）。

## 著作
- 『かまきりとフライパン』（ひかりのくに昭和出版[2]） 1966年

### 「パチャママ」シリーズ
- 『パチャママ だいちのめがみ』（フレーベル館） 1986年
- 『パチャママしってる?』（フレーベル館） 1987年
- 『パチャママのとりかえっこ』（フレーベル館） 1988年
- 『おせっかいなパチャママ』（フレーベル館） 1989年
- 『パチャママのおはなし わがままリンド』（フレーベル館） 1990年
- 『パチャママしなないで!』（フレーベル館） 1991年